# لمويل هاينز
لمويل هاينز (18 يوليو 1753-28 سبتمبر 1833) هو رجل دين أمريكي، وكان محاربًا قديمًا في الثورة الأمريكية، وأول رجل أسود يُرسم ككاهن.
هاينز من مواليد ويست هارتفور، كونيتيكت، وهو ابن رجل أمريكي من أصل أفريقي وامرأة بيضاء. قضى معظم طفولته كخادم مُسخّر في مزرعة في غرانفيل بولاية ماساتشوستس. ارتاد الكنيسة بانتظام، وبدأ بإلقاء العظات عندما كان صبيًا. خدم في الميليشيا خلال الثورة الأمريكية، بما في ذلك خدمة الحامية في حصن تيكونديروجا الذي استولوا عليه في عام 1776. أصبح هاينز أيضًا ناشطًا مناهضًا للعبودية. وبالإضافة إلى الاحتجاج ضد العبودية القسرية والوعظ ضد تجارة الرقيق، دعا هاينز أيضًا إلى مناهضة حركة الاستعمار، بحجة أن السكان المنحدرين من أصل أفريقي الذين يعيشون في الولايات المتحدة ينبغي أن يتمتعوا بنفس الحقوق التي يتمتع بها المواطنون الآخرون، وأن توطينهم في أفريقيا لن يكون مفيدًا.
رُسم في الكنيسة التجمعية في عام 1785، رعى هاينز كنيسة في تورينجتون، كونيتيكت لمدة ثلاث سنوات. في عام 1788 قَبِل هاينز دعوة لرعاية كنيسة الرعية الغربية في روتلاند، فيرمونت (الآن كنيسة المسيح المتحدة في ويست روتلاند)، وبقي هناك لمدة 30 عامًا. انتقل بعد ذلك إلى مانشستر، فيرمونت، وهناك رعى أبرشية لفترة مؤقتة لينتقل أخيرًا إلى جنوب غرانفيل، نيويورك، وهناك عمل راعيًا لكنيسة جنوب غرانفيل التجمعية.
توفي هاينز في جنوب غرانفيل عام 1833، ودُفن في مقبرة لي أوتمان في جنوب غرانفيل.

## الكتابات
خلال الثورة الأمريكية، بدأ هاينز الكتابة على نطاق واسع، منتقدًا تجارة العبيد والعبودية. واصل هذه الأنشطة بعد الحرب، وبدأ أيضًا في إعداد المواعظ، والصلوات العائلية، وغيرها من الأعمال اللاهوتية. أثر الكتاب المقدس، والإبطالية، والجمهوريانية على كتاباته المنشورة، والتي ذكر فيها هاينز بأن العبودية تحرم السود من حقوقهم الطبيعية في «الحياة والحرية والسعي وراء السعادة». من خلال مواكبته للتجربة الأمريكية الأخيرة في قمع تجربة العبيد، كتب هاينز: «الحرية شيء ثمين بالنسبة للرجل الأسود مثلما هي للرجل الأبيض، والعبودية لا يمكن أن يحتملها أي إنسان سواء كان أبيضًا أم أسودًا».

## الكهنوت
بعد خدمته في الميليشيا، درس هاينز اللاهوت مع أعضاء من رجال الدين في ولاية كونيتيكت وماساتشوستس. حصل على رخصته للوعظ عام 1780، إلى جانب منصب «مُلقم» مؤقت للمصلين في موطنه في وسط غرانفيل. في نفس الوقت تقريبًا، بدأ سنوات خدمته العديدة كمبشر في برية نيو هامبشاير غرانتس، والتي سرعان ما عُرفت باسم جمهورية فيرمونت المستقلة وأخيرًا ولاية فيرمونت الأمريكية.
رُسِمَ هاينز عام 1785 واستقر في كنيسة هيملوك التجمعية في تورينجتون، كونيتيكت. كان أول أمريكي من أصل أفريقي يُرسم في الولايات المتحدة. في 28 مارس 1788 ترك هاينز رعاية أبرشيته في تورينجتون لقبول دعوة في الكنيسة الغربية في روتلاند بولاية فيرمونت (الآن كنيسة المسيح المتحدة في غرب روتلاند)، وهناك رعى مصلين غالبيتهم من البيض لمدة 30 عامًا.
واصل هاينز الكتابة والتحدث عن العبودية. رأى المفكرون الجمهوريون البيض المعاصرون له والمفكرون الإبطاليون أن العبودية عبء على الدولة الجديدة، لكن معظمهم أيد في نهاية المطاف نفي الرقيق إلى إفريقيا. كانت جمعية الاستعمار الأمريكية (التي تأسست عام 1817) أكبر مجموعة استعمارية. وكان من بين مؤيديها أشخاص مثل جيمس ماديسون، وجيمس مونرو، وهنري كلاي، ودانيال وبستر. حظيت جمعية الاستعمار الأمريكية بدعم قوي في فيرمونت. في المقابل، استمر هاينز في المجادلة بحماس على طول الخطوط الكالفينية بأن خطة العناية الإلهية من شأنها ان تهزم العبودية وتؤدي إلى التكامل المتناغم بين الأعراق على أساس المساواة.
بعد أن قُبل الطلب الذي قدمه لتنحيته من ويست روتلاند في عام 1818، تولى منصبًا مؤقتًا في مانشستر. كانت آخر رعاية له في جنوب غرانفيل، نيويورك حيث كان كاهنًا لكنيسة جنوب غرانفيل التجمعية منذ عام 1822 وحتى 1833.

## وصلات خارجية
- لمويل هاينز على موقع فايند أغريف